# Изчезване на Ейдриън Макноутън
Ейдриън Макноутън (на английски: Adrien McNaughton) е канадско петгодишно дете, изчезнало безследно на 12 юни 1972 г.

## Изчезване
Докато е на семейна почивка за риба край езерото Холмс, Онтарио, Ейдриън е с баща си около един час на брега. Ейдриън е уморен и спира да лови риба, защото кордата му е заплетена. Той сяда на близката скала, след което отива настрани да си играе на близко разстояние. След това, се отдалечава от баща си и тримата си по-големи братя и сестри в залесена област. Бащата Мъри Макноутън, след като забелязва, че Ейдриън го няма, праща най-голямото дете Лий Макноутън до колата да го потърси. Когато Лий не намира Ейдриън, започват да го търсят. Часове по-късно, когато не е открит Ейдриън, полицията е уведомена. По време на изчезването си, Ейдриън е облечен със синьо найлоново яке, оранжева тениска, кафяви шорти и ботуши с гумени подметки.

## Разследване
Проведено е масово търсене, за да се намери Ейдриън, в което участват хиляди доброволци, водени от въоръжените сили, които претърсват района, където детето е изчезнало. Те не успяват да открият местонахождението му.

## Последна активност
През 2009 г. с използването на нова цифрова технология, родителите му се надяват да го намерят вече като възрастен. Също през 2009 г., когато родителите на Ейдриън се свързват с Toronto Sun, майка му отказва да бъде интервюирана и се обръща към полицията. Оригинален подкаст на CBC, наречен „Someone Knows Something“ („Някой знае нещо“) разследва изчезването на Ейдриън Макноутън, което започва през 2015 г. Шоуто е водено и продуцирано от наградения канадски режисьор Дейвид Ридген, а първите му епизоди са пуснати през март 2016 г. На 23 април 2016 г., като част от разследването за SKS, пет висококвалифицирани доброволци извършват претърсване на езерото Холмс, търсейки останките на Макноутън, след като четири кучета показват, че са открили човешки останки в района. Зъбо-подобен предмет и малко парче каучук, който вероятно е от обувка, са открити на 10 метра под водата.